# 让-皮耶尔·杜塞欧
让-皮耶尔·杜塞欧（法語：Jean-Pierre Dusséaux，1950年1月28日—，法語發音：[ʒã pjɛʁ dyseɔ]），生于法国的康布雷，法国编剧、电影制作人。